# Václav Černohorský
Václav Černohorský (* 4. května 1981 Lovosice) je český novinář a reportér, v letech 2016 až 2018 zahraniční zpravodaj České televize v Německu, v letech 2019 až 2025 v Turecku a od září 2025 v USA.

## Život
Narodil se v Lovosicích. Po absolvování základní školy vystudoval lovosické víceleté gymnázium, kde maturoval v roce 1999. Následně studoval politologii a mezinárodní vztahy na Fakultě sociálních studií Masarykovy univerzity.
První zkušenosti v médiích získal v televizi Z1, později působil v Lidových novinách. Na konci roku 2011 dostal nabídku pracovat ve zpravodajství České televize, kde je od roku 2012 redaktorem zahraniční redakce. Zároveň je moderátorem pořadu Horizont ČT24. Na přelomu let 2015 a 2016 se stal zahraničním zpravodajem ČT v Německu, kde vystřídal Martina Jonáše. V Berlíně působil do konce roku 2018 a od ledna 2019 se stal zahraničním zpravodajem ČT v tureckém Istanbulu (jedná se o nově zřízený post).
V Turecku působil jako zahraniční zpravodaj do konce srpna 2025, kdy jej vystřídal Andreas Papadopulos. Sám Černohorský se pak stal od září 2025 zahraničním zpravodajem v USA, kde vystřídal Bohumila Vostala.